# Animeres
Els animeres (o anyimeres) són els membres d'un grup ètnic de la regió Volta del sud-est de Ghana. Hi ha entre 700 i 900 animeres. El seu codi ètnic és NAB59a i el seu ID és 10363. La seva llengua pròpia és l'animere.

## Situació territorial i pobles veïns
Els centenars d'animeres viuen en un enclavament al nord de la ciutat de Jasikan i a les aldees més remotes de Kecheibi i Kunda, a la regió Volta de Ghana.
Segons el mapa lingüístic de Ghana de l'ethnologue, el diminut territori animere està situat entre el llac Volta i la frontera amb Togo, a prop d'aquest país, que està a l'est. El territori animere està envoltat pel territori dels àkans i pocs quilòmetres al nord-est hi viuen els delo.

## Llengües
La llengua pròpia dels animeres és l'animere. Tot i això aquesta està sent desplaçada per l'àkan, ja que és la llengua que parlen les generacions de joves d'aquest grup humà. Ja queden poques persones que parlen de manera fluida l'animere.

## Religió
El 65% dels animeres són cristians i el 35% creuen en religions africanes tradicionals. La meitat dels animeres cristians són catòlics, una quarta part són protestants i una quarta part pertanyen a esglésies independents.